# Algar do Caralhoto da Montanha
O Algar do Caralhoto da Montanha é uma gruta portuguesa localizada na freguesia da Madalena, concelho da Madalena do Pico, ilha do Pico, arquipélago dos Açores.
Esta cavidade apresenta uma geomorfologia de origem vulcânica de cone vulcânico com cratera e algar, inserido em campo de lava. Esta estrutura faz parte da Rede Natura 2000.